# Bergjuden

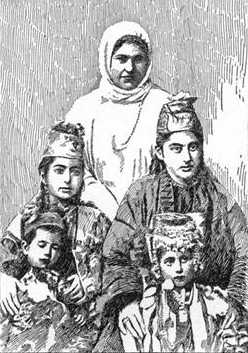
Bergjüdin mit Kindern, ca. 1900 (Quelle: Jewish Encyclopedia von 1905–1906)

Als Bergjuden (russisch Горские евреи, Gorskije jewrei „Bergjuden“) bezeichnet man die einheimische jüdische Bevölkerung in Dagestan und Nord-Aserbaidschan, in geringerer Zahl auch in Kabardino-Balkarien, Tschetschenien, der Region Stawropol sowie in Karatschai-Tscherkessien und der Region Krasnodar. In Israel werden Bergjuden Kavkasim („Kaukasier“) genannt (manchmal gemeinsam mit den Georgischen Juden); Aserbaidschaner nennen sie Dağ yahudiləri (abgeleitet von dağ, aserbaidschanisch für „Berg“, und yahudi „Jude“).
Die meisten Bergjuden (über 50.000) leben heute nach der Alija in Israel. Die russische Volkszählung im Jahre 2002 ermittelte nur noch 3394 Bergjuden, die Bürger Russlands sind.
Die Bergjuden sprechen eine iranische Sprache (Juvuri oder Juhuri genannt), die der tatischen und persischen Sprache sehr nahesteht. Sie bezeichnen sich selbst als Juhuro (Juvuro im Quba-Dialekt), was übersetzt „Juden“ bedeutet. Eine alternative Selbstbezeichnung ist Tat. Die jüdische Religion und die jüdischen Bräuche wurden über Jahrhunderte beibehalten und gepflegt.

## Herkunft und Geschichte
Die Vorfahren der Bergjuden stammten aus dem alten Persien, wahrscheinlich aus Atropatene, das in vorislamischer Zeit eine große jüdische Minderheit hatte, aus Fars und wohl zuvor aus dem Irak. Erste Siedlungen und die ältesten Synagogen fand man in Derbent in Dagestan, weiter siedelten sie in der Region Quba, im Tabassaranen-Gebiet und am östlichen Ende des Kaukasus. Bis ins 20. Jahrhundert lebten sie auch in der Region Schirwan nördlich der Kura.
Bis heute ist nicht eindeutig geklärt, wann jüdische und nichtjüdische „Taten“ nach Albania beziehungsweise Arrān einwanderten. Vermutlich war es eine vorislamische Ansiedlung um 510. Al-Balādhurī berichtete, Chosrau I., der die „Hunnenmauer“ rund um Derbent zu einer Befestigungsanlage von 400 km Länge gegen nördliche Steppenvölker ausbaute, hatte an den Befestigungen loyalere zoroastrische und jüdische Bevölkerung angesiedelt. Die Derbenter Lokalgeschichte Darbandname erklärt genauer, Chosrau habe in Derbent und Umgebung Menschen aus Atropatene und Fars angesiedelt, weiter südlich dagegen Menschen aus Fars und dem Irak. Eine Minderheitsmeinung der historischen Forschung sieht die Zuschreibung der Ansiedlung auf Chosrau I. als Legende und stellte die Hypothese auf, die meisten Taten und Bergjuden seien erst in frühislamischer Zeit in die Region geflüchtet. Diese Minderheitsmeinung wird von den meisten Forschern nicht anerkannt. Während die Ansiedlung in der Region schon durch vorislamische Sassaniden also mehrheitlich anerkannt ist, gibt es weiterhin Debatten, ob die Zuschreibung auf Chosrau I., den „gerechten König Kisra“ der Legende, historisch stimmt, oder ob sie schon auf Yazdegerd II., Kavadh I. oder erst Chosrau II. zurückgeht.

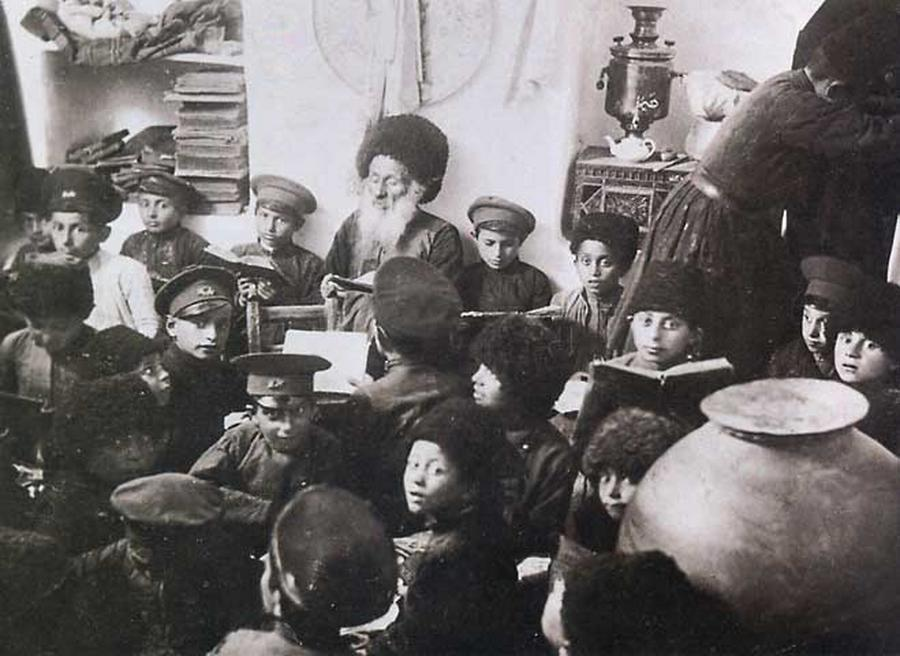
Bergjüdische Schulklasse in Quba Anfang 20. Jahrhundert.

Bergjuden wurden vom chasarischen Kagan, der zuvor zum Judentum übergetreten war, während seiner zeitweiligen Herrschaft in der Region unter Schutz gestellt. In den Bräuchen nichtjüdischer Taten gibt es zoroastrische Überbleibsel.
Im Unterschied zu den meisten regionalen jüdischen Gruppen (Aschkenasim, Sephardim, Bucharische Juden usw.), die aufgrund ihrer sozialen Minderheitenposition, teilweise auch durch Migrationen oder Restriktionen des Landbesitzes, seit dem Mittelalter meist in Kleinstädten oder Stadtvierteln von Handwerk, Dienstleistungen oder Handel lebten, waren Bergjuden (wie z. B. kurdische Juden) eine vorwiegend von der Landwirtschaft lebende dörfliche Bevölkerung. Auch die Traditionen muslimischer und jüdischer „Taten“ ähnelten denen benachbarter wehrhafter Bergvölker. Das änderte sich erst mit der allgemeinen Modernisierung und Verstädterung seit dem 19. Jahrhundert. Seit dieser Zeit gemeinsamer Zugehörigkeit zu Russland kam es auch zu religiösen und kulturellen Kontakten mit osteuropäischen Juden, deren Ergebnis z. B. die Einführung von Mikwaot oder klezmerähnlicher Klarinettenmusik neben der weiterhin gepflegten kaukasischen Tanzmusik (Lesginka u. a.) war.

## Holocaust
Als im Zweiten Weltkrieg deutsche Truppen Ende 1942 den nördlichen Kaukasus besetzten und dort einige tausend Bergjuden vorfanden, gab es unter NS-Autoritäten (darunter Theodor Oberländer) Diskussionen über die Frage, ob diese ihnen bis dahin kaum bekannte Minderheit nach Bekenntnis oder auch nach Rassekriterien als jüdisch einzustufen war. Mehrere hundert Bergjuden wurden bis zum Rückzug der Deutschen 1943 ermordet. So wurden am 19. August und am 20. September 1942 850 Bergjuden in der Nähe von Mosdok (Kolchosen Bogdanowka und Menschinskoje) ermordet; weitere 1000 fielen den Deutschen im Oktober 1942 in Naltschik in die Hände und wurden zum Tragen des Judensterns und zur Zwangsarbeit gezwungen. Die Mehrzahl blieb jedoch von der planmäßigen Vernichtung verschont. Allerdings lebten die meisten Bergjuden in Süd-Dagestan und Nord-Aserbaidschan, Regionen, die die Wehrmacht nicht erreicht hatte.

## Entwicklung nach 1990
Anfang der 1990er Jahre wurden einige der in der Kleinstadt Qırmızı Qəsəbə (russisch: Krasnaja Sloboda, „Rote Siedlung“) aufgewachsenen Bergjuden wie Telman Ismailow, Sarach Ilijew oder God Nissanow auf den neu entstandenen Moskauer Märkten, wie dem Tscherkisowoer Markt, tätig und wurden im Laufe der Jahre durch ihre Geschäfte reich. Heute beherrschen sie einen Teil der Moskauer Einkaufszentren und besitzen in Moskau Immobilien, so zum Beispiel das im stalinistischen Zuckerbäckerstil errichtete Hotel Ukraina. Eine Verbundenheit zu ihrer Heimat besteht weiter, was sich in der Qualität der Straßen, der jüdischen Friedhöfe, der neuen Synagoge Bet Knesset und dem Äußeren der Häuser in Qırmızı Qəsəbə zeigt.
In Deutschland lebt die fünftgrößte Gemeinde der Bergjuden weltweit. 2014 hat sich in Frankfurt am Main der Verein Gemeinde der Bergjuden in Deutschland gegründet.
Am 3. Februar 2020 wurde in Quba, Aserbaidschan, das weltweit erste Museum eröffnet, das der Geschichte und Kultur der Bergjuden gewidmet ist.